# 1. division (Eishockey) 1976/77
Die Saison 1976/77 war die 20. Spielzeit der 1. division, der höchsten dänischen Eishockeyspielklasse. Meister wurde zum insgesamt zweiten Mal in der Vereinsgeschichte der Herning IK. Der Hellerup IK stieg in die zweite Liga ab.

## Modus
In der Hauptrunde absolvierte jede der zehn Mannschaften insgesamt 18 Spiele. Die sechs bestplatzierten Mannschaften qualifizierten sich für die Finalrunde, deren Erstplatzierter Meister wurde. Der Letztplatzierte der Hauptrunde stieg in die zweite Liga ab. Für einen Sieg erhielt jede Mannschaft zwei Punkte, bei einem Unentschieden gab es einen Punkt und bei einer Niederlage null Punkte.

## Hauptrunde
|     | Klub                 | Sp | S  | U | N  | T   | GT  | Punkte |
| --- | -------------------- | -- | -- | - | -- | --- | --- | ------ |
| 1.  | Herning IK           | 18 | 13 | 1 | 4  | 110 | 72  | 27     |
| 2.  | KSF Kopenhagen       | 18 | 11 | 2 | 5  | 94  | 68  | 24     |
| 3.  | AaB Ishockey         | 18 | 10 | 2 | 6  | 93  | 55  | 22     |
| 4.  | Vojens IK            | 18 | 9  | 3 | 6  | 92  | 67  | 21     |
| 5.  | Gladsaxe SF          | 18 | 10 | 1 | 7  | 79  | 64  | 21     |
| 6.  | Rødovre Mighty Bulls | 18 | 9  | 3 | 6  | 85  | 79  | 21     |
| 7.  | Esbjerg IK           | 18 | 7  | 3 | 8  | 83  | 67  | 17     |
| 8.  | Hvidovre IK          | 18 | 6  | 1 | 11 | 64  | 119 | 13     |
| 9.  | Rungsted IK          | 18 | 5  | 2 | 11 | 69  | 76  | 12     |
| 10. | Hellerup IK          | 18 | 1  | 0 | 17 | 33  | 135 | 2      |

Sp = Spiele, S = Siege, U = unentschieden, N = Niederlagen, T = Tore, GT = Gegentore

## Finalrunde
Der Herning IK konnte sich in der Finalrunde durchsetzen und den Meistertitel gewinnen.